# Kráľová
Kráľová este o arie protejată (arie de protecție specială avifaunistică — SPA) din Slovacia întinsă pe o suprafață de 1.215,82 ha, integral pe uscat.

## Localizare
Centrul sitului Kráľová este situat la coordonatele 48°13′36″N 17°48′29″E / 48.226621°N 17.807925°E.

## Înființare
Situl Kráľová a fost declarat arie de protecție specială avifaunistică în iulie 2003 pentru a proteja 1 specie de animale.

## Biodiversitate
Situată în ecoregiunea panonică, aria protejată nu include niciun habitat protejat.
La baza desemnării sitului se află o specie protejată de  păsări: stârc de noapte (Nycticorax nycticorax).